# Avril 1780
Cette page présente les faits marquants du mois d'avril 1780.

## Événements
- Création au Royaume-Uni, sur l’initiative du major John Cartwright, d’une Société pour la réforme constitutionnelle (Society for Constitutional Information) qui préconise le suffrage universel masculin et les parlements annuels[1].

- 6 avril : la « Résolution de Dunning » est adopté par le Parlement britannique, selon laquelle « le pouvoir du roi a augmenté, est en train d’augmenter et doit être réduit »[2].
- 16 avril : l'Université de Münster (Westfälische Wilhelms-Universität, WWU) est inaugurée[3].
- 17 avril : bataille navale de la Martinique[4].

## Naissances
- 11 avril : Jean-Marie Léon Dufour (mort en 1865), médecin et naturaliste français.
- 26 avril :
  - Philibert Joseph Roux (mort en 1854), chirurgien français.
  - Édouard de Villiers du Terrage (mort en 1855), ingénieur français.
- 29 avril : Charles Nodier, écrivain français.

## Décès
- 13 avril : Louis-Antoine Sixe, peintre français (° 3 janvier 1704).